# Fanny Hartmann
Fanny Hartmann nació el 24 de julio de 1862 en Straisbach, situada en el estado de Baviera (Alemania). Se desempeñó como institutriz de un diplomático inglés para finalmente radicarse en Colombia en donde se caracterizó por ser una persona muy caritativa y por adelantar una importante labor docente durante cuarenta años principalmente en el departamento del Tolima. Políglota en francés, inglés, alemán y persa y con profundos conocimientos en historia y literatura universal. Institutriz de connotadas personalidades de la época como Miguel Antonio Caro y Carlos Holgin. Fue denominada la "Madre Intelectual del Líbano".

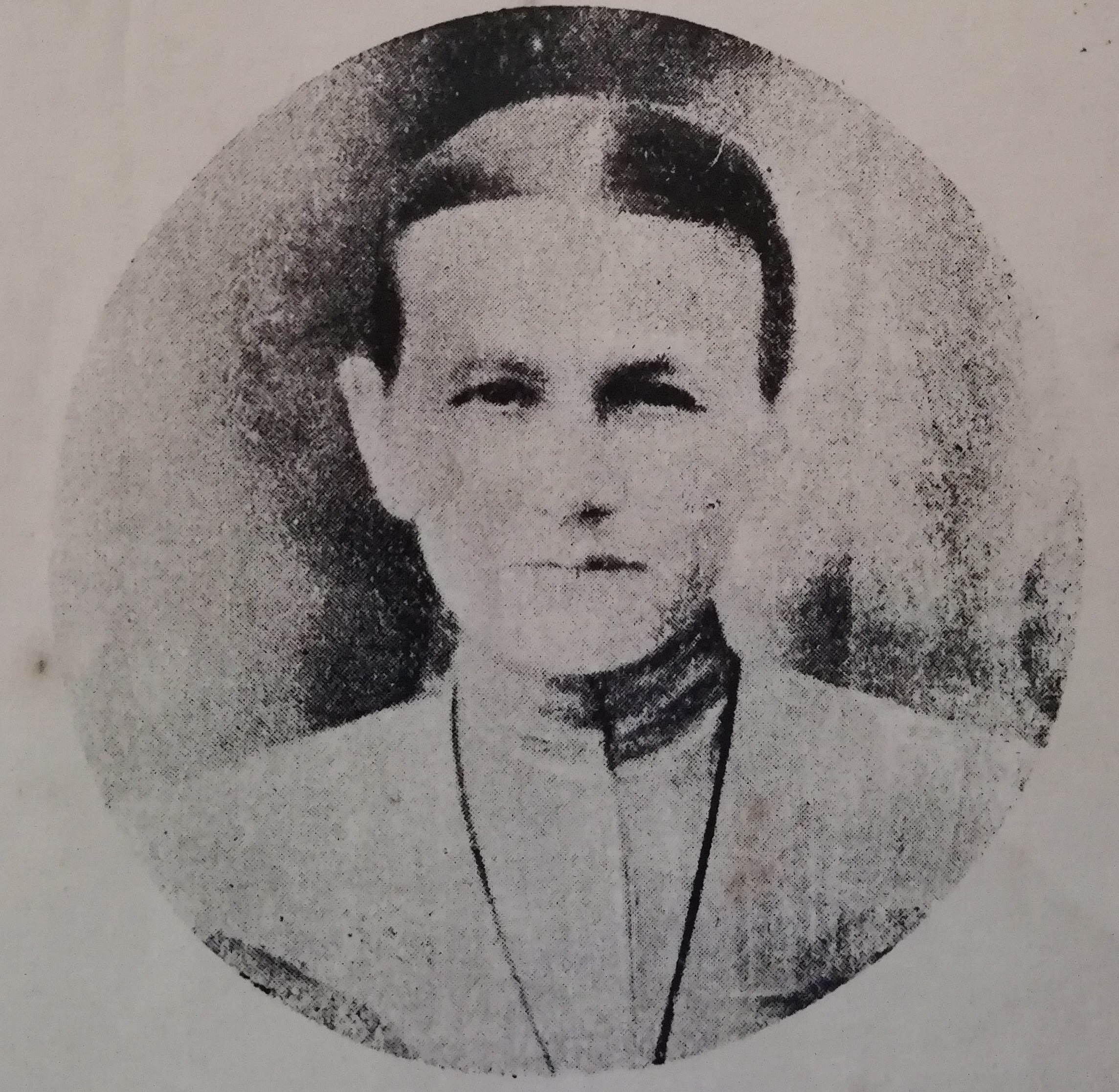
Fanny Hartmann

## Biografía
Primogénita en un hogar de profundas creencias católicas donde se inculcó el amor a la patria y al prójimo.
A los doce años, su padres le internaron en un reconocido colegio de religiosas, denominadas Damas Inglesas ubicado en Kissingen, Strals-Bach.
A los diecinueve años un ministro inglés llamado Mr. Dickson recurre a sus servicios como institutriz de su hija.
En 1888 Mr Dickson es trasladado a Colombia en calidad de ministro plenipotenciario.
Fanny determina quedarse definitivamente en Colombia donde se desenvolvió como una gran educadora. En 1889 trae a vivir a Colombia a su familia radicada en Alemania.
En agosto de 1890 la dirección de instrucción pública del Tolima encargo a la señorita Fanny la dirección de las escuelas urbanas de varones que regentó por espacio de un año. Funda uno de los primeros colegios en el Líbano.
En 1892 se traslada a Bogotá donde ayudó a la señorita Mercedes Acevedo en la dirección del Colegio Sagrado Corazón de Jesús. Las Hermanas Fanny y Clara en asociación con la señorita Susana Angarita fundaron el Colegio del Inmaculado Corazón de María en la Capital. En 1935 las educadoras alemanas, donaron el edificio del colegio a las religiosas franciscanas para que estas continuaran su obra.
El gobierno de Eduardo Santos, condecoró a Clara Hartmann en 1940, con la Cruz de Boyacá, al cumplir ella 50 años de docencia en Colombia. Elisa también recibió la medalla Camilo Torres en 1973, cuando alcanzó otro medio siglo dedicada a la enseñanza.